# 音水渓谷

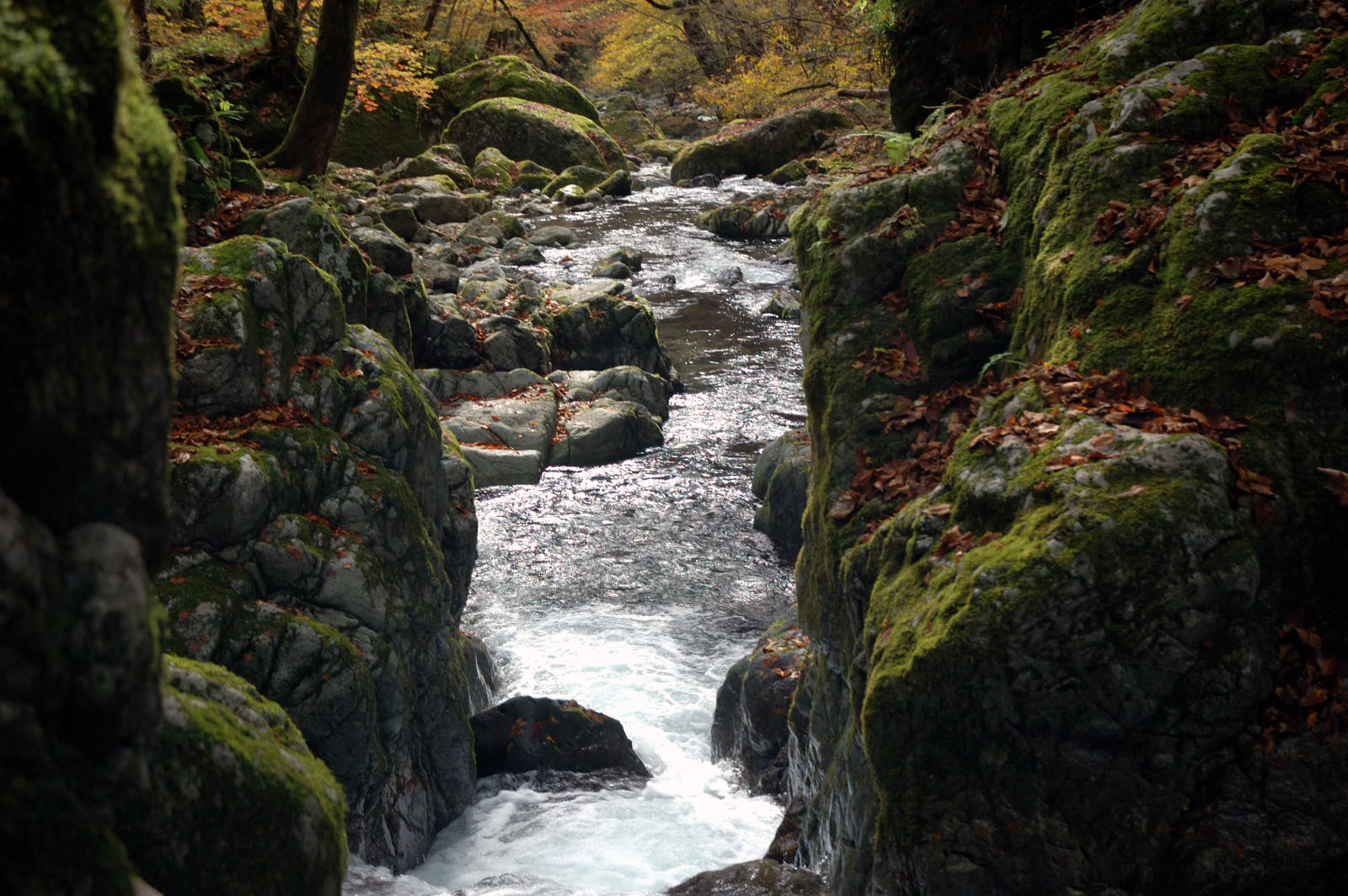
音水渓谷

音水渓谷（おんずいけいこく）は、兵庫県宍粟市波賀町音水にある音水湖を中心とする渓谷。

## 概要・場所
宍粟市北部、名瀑原不動滝や赤西渓谷などが点在する山深いに位置し、氷ノ山後山那岐山国定公園と音水ちくさ県立自然公園に指定され、水源の森百選やひょうごの森百選などにも選ばれる景勝地である。
ブナ、クヌギ、カエデ（モミジ）などの広葉樹を中心とする森林渓谷で大樹が多く紅葉の名所として知られる。うち約2.7km2は林野庁近畿中国森林管理局によりスギ・ヒノキ・モミ・トチノキ・ブナ・イヌブナ・ミズナラの希少個体群保護林に指定されている。音水川沿いには、渓谷の奥への遊歩道が整備されている。

## 見所・観光スポット
- 音水湖 - 渓谷の中心になっている湖
- 明神滝 - 落差12mの二条の直瀑

## 所在地
- 兵庫県宍粟市波賀町音水（〒671-4211）

## 交通アクセス
- JR神戸線姫路駅から神姫バス「山崎」行きで「山崎」下車、「戸倉行」バスに乗り換え「音水口」下車、徒歩20分。

## 周辺情報
- 原不動滝（日本の滝100選）
- 赤西渓谷
- 波賀城跡
- 天滝渓谷（森林浴の森100選） - 天滝（日本の滝100選）